# Adapalen
Adapalen je topikalni retinoid koji se prvenstveno koristi u tretmanu akni . On je u prodaji pod imenom Differin u više zemalja.

## Spoljašnje veze
|  | Molimo Vas, obratite pažnju na važno upozorenje u vezi sa temama iz oblasti medicine (zdravlja). |